# Paranandra ceylonica
Paranandra ceylonica là một loài bọ cánh cứng trong họ Cerambycidae.